# グレイクレアフランシス
グレイ クレア フランシス（英: Clare Francis Gray、1997年6月3日 - ）は、神奈川県藤沢市出身のハンドボール選手。日本ハンドボールリーグ（リーグH）の熊本ビューストピンディーズ所属。

## 経歴
横浜創英高等学校時代は、2015年の第66回高校総体（インターハイ）で優秀選手に選出された。
高校卒業後は筑波大学へ進学。2019年の第55回全日本学生選手権大会では特別賞を受賞した。
2020年1月に日本ハンドボールリーグのオムロンへ加入。背番号は「24」。
2021年は第25回世界選手権の日本代表に選出。
2024年は第20回アジア選手権の日本代表に選出された。シーズンでは7mスローでリーグ3位の63得点を記録。

## 詳細情報

### 年度別成績
| 年                | チーム            | 試合 | フィールド 得点 | 率   | 7m      | 合計    | 警告 | 退場 | 失格 |
| ----------------- | ----------------- | ---- | --------------- | ---- | ------- | ------- | ---- | ---- | ---- |
| 2019-20           | オムロン 熊本BP   | 0    | -               | -    | -       | -       | -    | -    | -    |
| 2020-21           | オムロン 熊本BP   | 13   | 8/12            | .667 | 0/0     | 8/12    | 0    | 0    | 0    |
| 2021-22           | オムロン 熊本BP   | 18   | 61/78           | .782 | 17/20   | 78/98   | 0    | 2    | 0    |
| 2022-23           | オムロン 熊本BP   | 20   | 50/74           | .676 | 12/16   | 62/90   | 4    | 7    | 0    |
| 2023-24           | オムロン 熊本BP   | 15   | 28/37           | .757 | 20/26   | 48/63   | 0    | 3    | 0    |
| 2024-25           | オムロン 熊本BP   | 30   | 78/103          | .757 | 63/73   | 141/176 | 2    | 10   | 1    |
| JHL・リーグH：6年 | JHL・リーグH：6年 | 96   | 225/304         | .740 | 112/135 | 337/439 | 6    | 22   | 1    |

- 各年度の太字はリーグ最高

### 背番号
- 24 (2020年)
- 10 (2020年 - )

## 代表歴

### 日本代表
- 世界選手権 (2021年)
- アジア選手権 (2024年)
- 日韓定期戦 (2025年)